# Agricultura y ganadería en la Antigua Roma

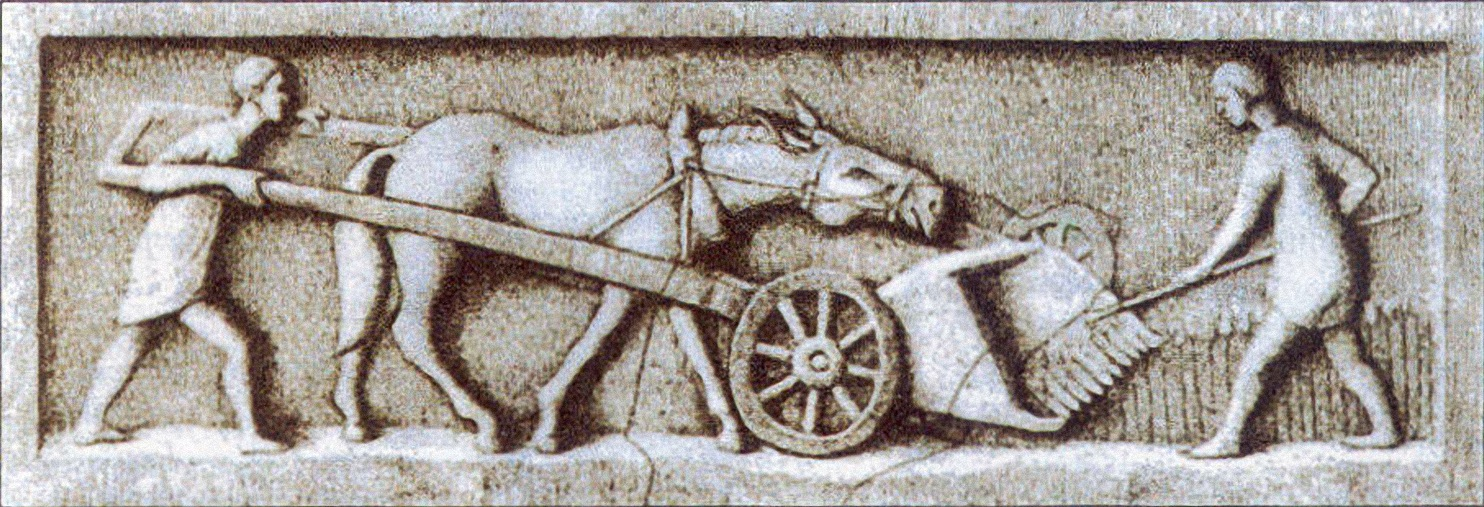
Escena de recolección en la época romana.

La Agricultura y ganadería era una forma de negocio muy sustentable en la Antigua roma. Los agricultores y los pastores eran el núcleo de la sociedad de la Antigua Roma. El cultivo principal eran los cereales (sobre todo el trigo) y las leguminosas. Más tarde se introdujo la vid, y aún más tarde se llegó a las viñas y se importó el olivo. Como árboles frutales destaca la higuera. También era importante el cultivo de hortalizas, legumbres y lino.
Al principio los romanos poseían la tierra en usufructo y su riqueza (pecunia) se medía por los rebaños, y los ahorros personales eran el peculium (haber en ganado). Más tarde se introdujo la propiedad privada de la tierra.
Las primeras tierras de los romanos se llamaban heredium de herus (dueño), y en un principio no superaban las dos yugadas (5.400 metros cuadrados), aunque aparte estaban la casa, las cuadras, la barbechera y los pastos. Estas pequeñas porciones de tierra pronto fueron superadas y si en algún caso se mantuvieron fue para los cultivadores antiguos de las ciudades dominadas, pero no para los ciudadanos romanos.
Los romanos mejoraron las técnicas agrícolas. Introdujeron el arado romano, molinos más eficaces, como el de grano, la prensa de aceite, técnicas de regadío y el uso de abono.
Además, los campesinos eran dueños de pequeñas parcelas o arrendaban parte de las tierras de los patricios. Los excedentes de la producción se vendían en las ciudades y las actividades comerciales y de trabajo manual no eran bien vistas por los romanos; por ello, eran realizadas por extranjeros o esclavos.

## Día a día
Los campesinos araban la tierra con su familia. Los arados eran tirados por bueyes. Solo los campesinos que poseían muchas tierras usaban esclavos o jornaleros.
Los rebaños eran apacentados en pastos comunales propiedad del Estado, pero solo podían disfrutarlos los ciudadanos romanos, siendo la excepción el disfrute por no ciudadanos, aunque fueran propietarios.
Al trabajo sucedía el descanso: cuatro veces al mes, cada ocho días (Nonae) el campesino detenía su actividad y se dedicaba a las compras en la ciudad y otros asuntos. Las fiestas se hacían después de la sementera de invierno, y el descanso duraba entonces un mes tanto para el amo como para el esclavo y los animales (se llamaba a esta fiesta las Paganalia derivación de pagus o sea campo).

## Tierras públicas
Las tierras de Roma se incrementaban periódicamente con aproximadamente un tercio de las tierras que se quitaban a las ciudades vencidas. Además los vencidos debían cultivar los dos tercios restantes para contribuir a las cargas y servicios como propietarios no ciudadanos. El tercio que correspondía a Roma (ager publicus) era traspasado en parte a ciudadanos romanos.
Cuando se sometía o fundaba una ciudad (o colonia) se hacían las asignaciones de tierra. En el ager publicus se formaban las colonias con ciudadanos romanos como propietarios de al menos veinte yugadas, y de hecho se consideraba no rentable una propiedad de menos de siete yugadas (entre 16.640 y 18.900 metros cuadrados).

## Concentración de tierras
Para que las tierras no menguasen, las bodas se hacían frecuentemente entre la misma familia. Los coherederos continuaban en general administrando la heredad en indiviso, y no fueron frecuentes las grandes particiones. La costumbre perduró, e incluso a fines del Imperio los fundus tenían el nombre de un solo propietario. A menudo el Estado atribuyó tierras a estos copropietarios evitándose así la partición al cabo de pocas generaciones.
La adquisición de tierras por algunos propietarios, las escasas particiones, y las herencias de otras ramas familiares extinguidas, llevaron a la existencia de algunas grandes propiedades. En estos casos el dominio era parcelado, quedando una parte para el propietario que los cultivaba (a menudo por medio de esclavos) y el resto mediante parcelas cedidas en usufructo a parientes (hijos del Pater familias generalmente), clientes o esclavos. Si el usufructuario era libre el arriendo duraba el tiempo que estimaba el arrendador, que la poseía en un estado similar al llamado más tarde precario; en caso de que el propietario deseara poner fin a la cesión no había forma legal de oponerse, si bien en contrapartida a menudo el usufructuario no pagaba censo por el uso, y eludía frecuentemente las prestaciones establecidas mediante entrega de una parte de los frutos (lo que le aproximaba a la condición de arrendatario, sin serlo al no existir un término para la utilización). Al depender del amo la continuación del uso de la parcela, el lazo de clientela se acentuaba.

## Sociedad
El gran propietario estaba unido a la gleba como el campesino. Era una aristocracia agraria y no una nobleza ciudadana. Su casa estaba donde su hacienda (aunque poseía alojamiento en la ciudad, donde acudía periódicamente para arreglar sus negocios o para pasar el verano).
La masa de los proletarios se componía de los antes citados precaristas, hombres libres de familias decadentes (con derecho de ciudadanía), de ciudadanos de ciudades sometidas, o bien clientes o esclavos liberados. Los campesinos libres de ciudades sometidas actuaban a menudo como jornaleros, aunque muchos poseían su porción de terreno. Cuando los campesinos de ciudades sometidas eran convertidos en esclavos, lograban obtener frecuentemente su libertad y se convertían en precaristas. El conjunto de campesinos libres pero no propietarios llegó a ser muy numeroso y proporcionaba al Estado un núcleo de gente siempre dispuesta para la colonización en las tierras sometidas. En las ciudades sometidas la mayoría de los campesinos eran propietarios y libres, siendo rara la esclavitud salvo allí donde todos los antiguos ciudadanos habían sido declarados esclavos de Roma. Los esclavos de los ciudadanos romanos provenían generalmente de las capturas de enemigos en las guerras; en su mayoría eran altivos y se hacía difícil lograr que obedecieran; al ser buenos trabajadores se les asignaban tierras como precaristas, y como ya hemos dicho era frecuente que se les acabara liberando.